# Georges Ruggiu
Georges Omar Ruggiu (né Georges Henri Yvon Joseph Ruggiu le 12 octobre 1957 à  Verviers en Belgique) était l'un des animateurs de la Radio des Mille Collines (RTLM), souvent considérée comme un instrument décisif de la planification et de l'exécution du génocide des Tutsi au Rwanda en 1994. 

## Au Rwanda
Belge d'origine italienne, proche de la mouvance démocrate-chrétienne, se décrivant lui-même comme un idéaliste, il embrasse la cause Hutu Power après une rencontre avec des étudiants rwandais de Liège.  
Invité à Kigali pour participer au lancement de la RTLM, il est chargé d'y animer des émissions en français où, de janvier à juillet 1994, il se distingue par la violence de ses diatribes à l'encontre des Tutsi et de ses concitoyens belges.

## Procès et détention
Arrêté le 23 juillet 1997 à Mombasa (au Kenya) par les enquêteurs du Tribunal pénal international pour le Rwanda (TPIR), il est transféré à Arusha (en Tanzanie), siège de cette cour. Il y est le seul accusé non-rwandais.

Converti à l'Islam durant sa période de cavale, il se présente au tribunal sous le nom de Georges Omar Ruggiu.

Il est accusé d’« incitation directe et publique à commettre le génocide et de crimes contre l’humanité ». Selon le procureur en chef Louise Arbour, « les émissions de Georges Ruggiu ont incité au meurtre ou à porter gravement atteinte à l’intégrité physique ou mentale des Tutsis » et « ont constitué des actes de persécution envers les Tutsis, certains Hutus et des citoyens belges ». 

Choisissant d'abord de plaider non coupable, il accepte finalement de collaborer avec le TPIR en passant aux aveux et en plaidant coupable à toutes les charges pesant sur lui.
Cette collaboration avec le TPIR permet à l'accusé d'échapper au grand procès groupé des Médias du Génocide, qui implique notamment Ferdinand Nahimana, Jean Bosco Barayagwiza et Hassan Ngeze. Elle est considérée par le procureur Carla Del Ponte comme une circonstance atténuante .
Le 1er juin 2000, il est condamné à 12 ans de réclusion. Sa détention se poursuit à Arusha durant sept ans. Le 28 février 2008, Georges Ruggiu est transféré en Italie où des accords bilatéraux entre le TPIR et la justice italienne lui permettent de purger les 17 mois restants de sa peine.
En 2011, Georges Ruggiu est revenu à Verviers, son lieu de naissance.